# Adam Scott
Adam Paul Scott (Santa Cruz, 1973. április 3.–) amerikai színész, humorista, producer és podcaster. 
Ben Wyatt szerepéről ismert a Városfejlesztési osztály című NBC-s komédiából, amelyért kétszer is jelölték a Critics' Choice Television díjra, a legjobb vígjátéksorozatban nyújtott alakításért.

## Fiatalkora és családja

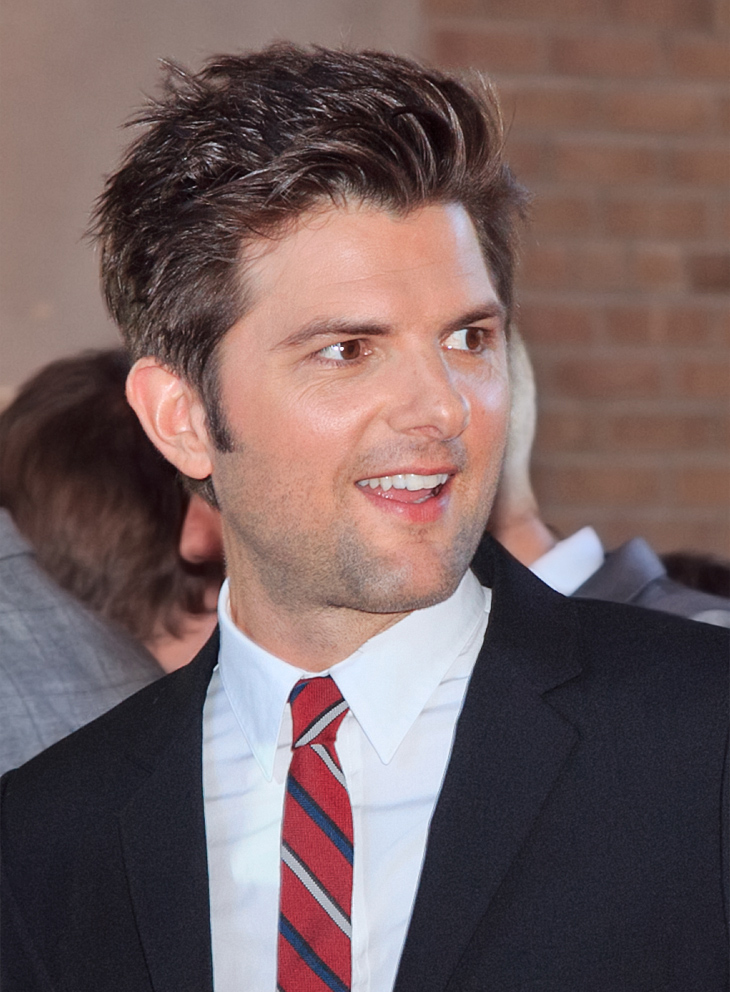
A 2012-es Torontói Nemzetközi Filmfesztiválon

A kaliforniai Santa Cruzban született Anne (leánykori nevén Quartararo) és Simon Dougald Scott gyermekeként, akik mindketten nyugdíjas tanárok. Anyai ágon negyedrészt szicíliai származású. Két idősebb testvére van, Shannon és David. 
A Harbor High Schoolban és az Amerikai Színművészeti Akadémián végzett Los Angelesben.

## Magánélete
2005-ben vette feleségül Naomi Sablant. Két gyermekük van.
„Megrögzött” rajongója az R.E.M. együttesnek. 1992-ben statisztaként szerepelt a Drive című daluk klipjében. A Jimmy Kimmel Live! című műsorban elárulta, hogy meghívta Mark Hamill színészt a hetedik születésnapi bulijára. A vendég-műsorvezető Kristen Bell azzal lepte meg Scottot, hogy a Star Wars-nap alkalmából Hamill egy fénykarddal a kezében jelent meg.

## Filmográfia

### Film
| Év   | Magyar cím                          | Eredeti cím                                  | Szerep                                  | Magyar hang     |
| ---- | ----------------------------------- | -------------------------------------------- | --------------------------------------- | --------------- |
| 1994 |                                     | Cityscrapes: Los Angeles                     | Joe                                     |                 |
| 1996 | Hellr4iser: Vérvonal                | Hellraiser: Bloodline                        | Jacques                                 | Holl Nándor     |
| 1996 | Frankie, a légy                     | The Last Days of Frankie the Fly             | parkolóinas                             | Szokol Péter    |
| 1996 | Star Trek: Kapcsolatfelvétel        | Star Trek: First Contact                     | Dacos Conn tiszt                        |                 |
| 1997 | Igen vagy nem?                      | Dinner and Driving                           | Larry                                   |                 |
| 1998 | Lány                                | Girl                                         | Scott                                   |                 |
| 1998 |                                     | The Lesser Evil                              | George fiatalon                         |                 |
| 1998 | Nagyon lazák                        | Hairshirt                                    | rajongó a bárban                        |                 |
| 1999 | Élünk-halunk a szerelemért          | Winding Roads                                | Brian Calhoun                           |                 |
| 2001 |                                     | Date Squad (rövidfilm)                       | Fred                                    |                 |
| 2001 |                                     | Seven and a Match                            | Peter                                   |                 |
| 2002 |                                     | Ronnie                                       | Ronnie Schwann                          |                 |
| 2002 | Tiszta ügy                          | High Crimes                                  | Terrence Embry hadnagy                  | Fekete Zoltán   |
| 2002 | Tiszta ügy                          | High Crimes                                  | Terrence Embry hadnagy                  | Szatory Dávid   |
| 2002 |                                     | Bleach (rövidfilm)                           | Fulton                                  |                 |
| 2003 |                                     | Something More (rövidfilm)                   | Saul                                    |                 |
| 2003 |                                     | Two Days                                     | Stu                                     |                 |
| 2004 | Vas                                 | Torque                                       | Jay McPherson FBI-ügynök                | Kardos Róbert   |
| 2004 |                                     | Off the Lip                                  | David                                   |                 |
| 2004 | Aviátor                             | The Aviator                                  | Johnny Meyer                            | Széles Tamás    |
| 2005 | Matador                             | Matador                                      | Phil Garrison                           | Pálmai Szabolcs |
| 2005 | Anyád napja                         | Monster-in-Law                               | Remy                                    | Hevér Gábor     |
| 2006 | Ízlésficam                          | Art School Confidential                      | Marvin Bushmiller                       |                 |
| 2006 | A jóslat                            | First Snow                                   | Tom Morelane                            | Haumann Máté    |
| 2006 | A múlt morzsái                      | Who Loves the Sun                            | Daniel Bloom                            |                 |
| 2006 | Kínzó látomás                       | The Return                                   | Kurt                                    | Kossuth Gábor   |
| 2007 | Felkoppintva                        | Knocked Up                                   | Samuel ápoló                            | Görbe Attila    |
| 2008 | A tökéletlen trükk                  | The Great Buck Howard                        | Alan Berkman                            | Pálmai Szabolcs |
| 2008 | Augusztus                           | August                                       | Joshua Sterling                         |                 |
| 2008 |                                     | Corporate Affairs                            | Jack Hightower                          |                 |
| 2008 | Tesó-tusa                           | Step Brothers                                | Derek Huff                              | Hevér Gábor     |
| 2008 | Míg élünk, szeretünk                | Lovely, Still                                | Mike Malone                             | Hevér Gábor     |
| 2009 | Alattomos érzelmek                  | The Vicious Kind                             | Caleb Sinclaire                         | Fenyő Iván      |
| 2009 |                                     | Passenger Side                               | Michael Brown                           |                 |
| 2010 | Végjáték                            | Operation: Endgame                           | A mágus                                 | Bartucz Attila  |
| 2010 |                                     | AIDS: We Did It! (rövidfilm)                 | férfi                                   |                 |
| 2010 | Szökőhév                            | Leap Year                                    | Jeremy Sloane                           | Rajkai Zoltán   |
| 2010 | Piranha 3D                          | Piranha 3D                                   | Novak Radzinsky                         | Sótonyi Gábor   |
| 2011 |                                     | Fight for Your Right Revisited (rövidfilm)   | taxisofőr                               |                 |
| 2011 |                                     | The Terrys (rövidfilm)                       | narrátor                                |                 |
| 2011 | A lökött tesó                       | Our Idiot Brother                            | Jeremy Horne                            | Szatory Dávid   |
| 2011 | Barátok babával                     | Friends with Kids                            | Jason Fryman                            | Hevér Gábor     |
| 2012 | Lánybúcsú                           | Bachelorette                                 | Clyde Goddard                           | Hevér Gábor     |
| 2012 |                                     | HJ Gloves (rövidfilm)                        | férfi                                   |                 |
| 2012 | Hova tovább                         | See Girl Run                                 | Jason                                   |                 |
| 2012 | Szeka-túra                          | The Guilt Trip                               | Andrew Margolis Jr.                     |                 |
| 2013 | Elvált Szülők Felnőtt Gyermekei     | A.C.O.D.                                     | Carter                                  | Hamvas Dániel   |
| 2013 | Walter Mitty titkos élete           | The Secret Life of Walter Mitty              | Ted Hendricks                           | Rajkai Zoltán   |
| 2014 | Édes riválisok                      | They Came Together                           | hangmérnök                              |                 |
| 2015 | Éjjeli találkozó                    | The Overnight                                | Alex                                    |                 |
| 2015 | A (sz)ex az oka mindennek           | Sleeping with Other People                   | Dr. Matthew Sobvechik                   | Bartucz Attila  |
| 2015 | Vissza a jelenbe 2.                 | Hot Tub Time Machine 2                       | Adam Yates Jr.                          | Fesztbaum Béla  |
| 2015 | Fekete mise                         | Black Mass                                   | Robert Fitzpatrick                      | Rajkai Zoltán   |
| 2015 | Krampusz                            | Krampus                                      | Tom Engel                               | Rajkai Zoltán   |
| 2016 |                                     | Other People                                 | filmproducer                            |                 |
| 2016 | Kedves öcsém, facsiga               | My Blind Brother                             | Robbie                                  | Hevér Gábor     |
| 2017 | Anyák elszabadulva                  | Fun Mom Dinner                               | Tom                                     | Hevér Gábor     |
| 2017 | A katasztrófaművész                 | The Disaster Artist                          | önmaga (cameo)                          | Fesztbaum Béla  |
| 2017 | A katasztrófaművész                 | The Disaster Artist                          | önmaga (cameo)                          | Sörös Miklós    |
| 2017 |                                     | The Most Hated Woman in America              | Jack Ferguson                           |                 |
| 2017 | Felnőtt játékok                     | Flower                                       | Will Jordan                             |                 |
| 2017 | Kisördög                            | Little Evil                                  | Gary Bloom                              |                 |
| 2019 | Két páfrány között – A film         | Between Two Ferns: The Movie                 | önmaga                                  |                 |
| 2020 | Jó utat a tudatmódosítók világában! | Have a Good Trip: Adventures in Psychedelics | házigazda                               |                 |
| 2023 |                                     | First Time Female Director                   | színészoktató (stáblistán nem szerepel) |                 |
| 2024 | Madame Web                          | Madame Web                                   | Ben Parker                              | Hevér Gábor     |
| 2025 | A majom                             | The Monkey                                   | Pete Shelburn százados                  | Rajkai Zoltán   |

## Fordítás
- Ez a szócikk részben vagy egészben  az   Adam Scott (actor) című angol Wikipédia-szócikk fordításán alapul.  Az eredeti cikk szerkesztőit annak laptörténete sorolja fel. Ez a jelzés csupán a megfogalmazás eredetét és a szerzői jogokat jelzi, nem szolgál a cikkben szereplő információk forrásmegjelöléseként.